# توم كارترايت
توم كارترايت (22 يوليو 1935 في المملكة المتحدة - 30 أبريل 2007 في المملكة المتحدة) (بالإنجليزية: Tom Cartwright)‏ هو لاعب كريكت بريطاني. شارك مع منتخب إنجلترا للكريكت. أما مع النوادي، فقد لعب مع نادي وارويكشاير للكريكيت ‏ ونادي مقاطعة غلاموركن للكريكت ‏ ونادي مقاطعة سومرست للكريكت ‏.

## وصلات خارجية
- توم كارترايت على موقع إي آس بي آن كريك إنفو (الإنجليزية)